# ジェイコブ・バターフィールド
ジェイコブ・バターフィールド（Jacob Butterfield、1990年6月10日 - ）は、イングランド・ブラッドフォード出身のプロサッカー選手。スカンソープ・ユナイテッドFC所属。ポジションはMF。

## 経歴

### バーンズリー
マンチェスター・ユナイテッドFCのアカデミーでプレーを始めたが、15歳で退団。その後、バーンズリーFCのアカデミーに入団した。2007年8月のリーグカップ・ニューカッスル・ユナイテッドFC戦でトップチームデビュー。2009年8月8日のシェフィールド・ウェンズデイFC戦でプロ初ゴール。
2011年9月17日のワトフォードFC戦ではキャプテンを務めた。クラブでの活躍からU-21イングランド代表の招集も受けた。

### ノリッジ
2012年7月3日、ノリッジ・シティFCと4年契約を結んだ。ところがレギュラー争いで苦戦し、出場機会がほとんど無いままベンチ暮らしが続いた。
11月8日、ボルトン・ワンダラーズFCの一ヶ月の短期レンタルで加入。12月1日、レンタルを1ヶ月延長。2013年1月3日、レンタル終了によりノリッジに復帰したが、16日に今度はクリスタル・パレスFCにレンタル移籍。

### ミドルズブラ
2013年9月2日、ミドルズブラFCに移籍。契約は3年で1年の延長オプションが付く。

### ハダースフィールド
2014年8月13日、アダム・クレイトンとのトレードでハダースフィールド・タウンFCに移籍、4年契約にサインした。シーズン終了後、サポーター投票でチームのベストプレーヤーに選ばれた。

### ダービー
2015年9月1日、500万ポンドでダービー・カウンティFCに移籍。
2017年8月31日、シェフィールド・ウェンズデイFCにレンタル移籍。

### ルートン・タウン
2019年7月30日、ルートン・タウンFCに移籍。

### メルボルン・ビクトリー
2020年10月26日、メルボルン・ビクトリーFCに移籍。

## 所属クラブ
ユース
- マンチェスター・ユナイテッドFC
- バーンズリーFC 2005-2007

プロ
- バーンズリーFC 2007-2012
- ノリッジ・シティFC 2012-2013

→ ボルトン・ワンダラーズFC 2012-2013 (loan)
→ クリスタル・パレスFC 2013 (loan)
- ミドルズブラFC 2013-2014
- ハダースフィールド・タウンFC 2014-2015
- ダービー・カウンティFC 2015-2019

→ シェフィールド・ウェンズデイFC 2017-2018 (loan)
→ ブラッドフォード・シティAFC 2019 (loan)
- ルートン・タウンFC 2019-2020
- メルボルン・ビクトリーFC 2020-2021
- セント・ジョンストンFC 2021-2022
- スカンソープ・ユナイテッドFC 2022-